# Ферв'ю Тауншип (округ Мерсер, Пенсільванія)
Ферв'ю Тауншип (англ. Fairview Township) — селище (англ. township) в США, в окрузі Мерсер штату Пенсільванія. Населення — 953 особи (2020).

## Демографія
Згідно з переписом 2010 року, у селищі мешкало 1085 осіб у 361 домогосподарстві у складі 280 родин. Було 386 помешкань
Расовий склад населення:
| - 99,7 % — білих - 0,1 % — чорних або афроамериканців |

До двох чи більше рас належало 0,2 %. Частка іспаномовних становила 0,4 % від усіх жителів.
За віковим діапазоном населення розподілялося таким чином: 31,3 % — особи молодші 18 років, 55,3 % — особи у віці 18—64 років, 13,4 % — особи у віці 65 років та старші. Медіана віку мешканця становила 36,8 року. На 100 осіб жіночої статі у селищі припадало 108,7 чоловіків;  на 100 жінок у віці від 18 років та старших — 108,1 чоловіків також старших 18 років.
Середній дохід на одне домашнє господарство  становив 59 138 доларів США (медіана — 50 119), а середній дохід на одну сім'ю — 65 364 долари (медіана — 56 875). Медіана доходів становила 41 029 доларів для чоловіків та 30 536 доларів для жінок. За межею бідності перебувало 21,2 % осіб, у тому числі 39,8 % дітей у віці до 18 років та 4,2 % осіб у віці 65 років та старших.
Цивільне працевлаштоване населення становило 440 осіб. Основні галузі зайнятості: виробництво — 20,7 %, освіта, охорона здоров'я та соціальна допомога — 16,4 %, науковці, спеціалісти, менеджери — 11,4 %, роздрібна торгівля — 11,1 %.